# الرعاية الصحية في السويد
تعدّ الحكومة السويدية هي الممول الرئيسي لنظام الرعاية الصحية، وهو شامل لكل المواطنين ويتميز باللامركزية، على الرغم من وجود أنظمة رعاية صحية خاصة أيضًا. يمثل نقص العمالة الطبية مشكلة كبيرة. يُمول نظام الرعاية الصحية السويدي بشكل أساسي من خلال الضرائب التي تفرضها مجالس المقاطعات والبلديات. ويتولى 21 مجلسًا مسؤولية الرعاية الأولية والمستشفيات داخل البلاد.
تعد الرعاية الصحية الخاصة أمرًا نادر الحدوث في السويد، وحتى تلك المؤسسات الخاصة تعمل تحت رعاية مجالس المدينة المفوضة. تنظم مجالس المدينة القواعد الحاكمة وإنشاء الممارسات الخاصة المحتملة. على الرغم من أن رعاية المسنين أو أولئك الذين يحتاجون إلى مساعدة نفسية تُجرى عن طريق القطاع الخاص في معظم البلدان، إلا أن السلطات المحلية الممولة من الحكومة السويدية هي المسؤولة عن هذا النوع من الرعاية. تبذل الحكومة السويدية جهدًا للحد من الشركات الخاصة في مجال الرعاية الصحية. تتخذ الحكومة الاحتياطات اللازمة للقضاء على الشركات القائمة على الربح في قطاع الرعاية/الصحة العامة.

## الإدارة

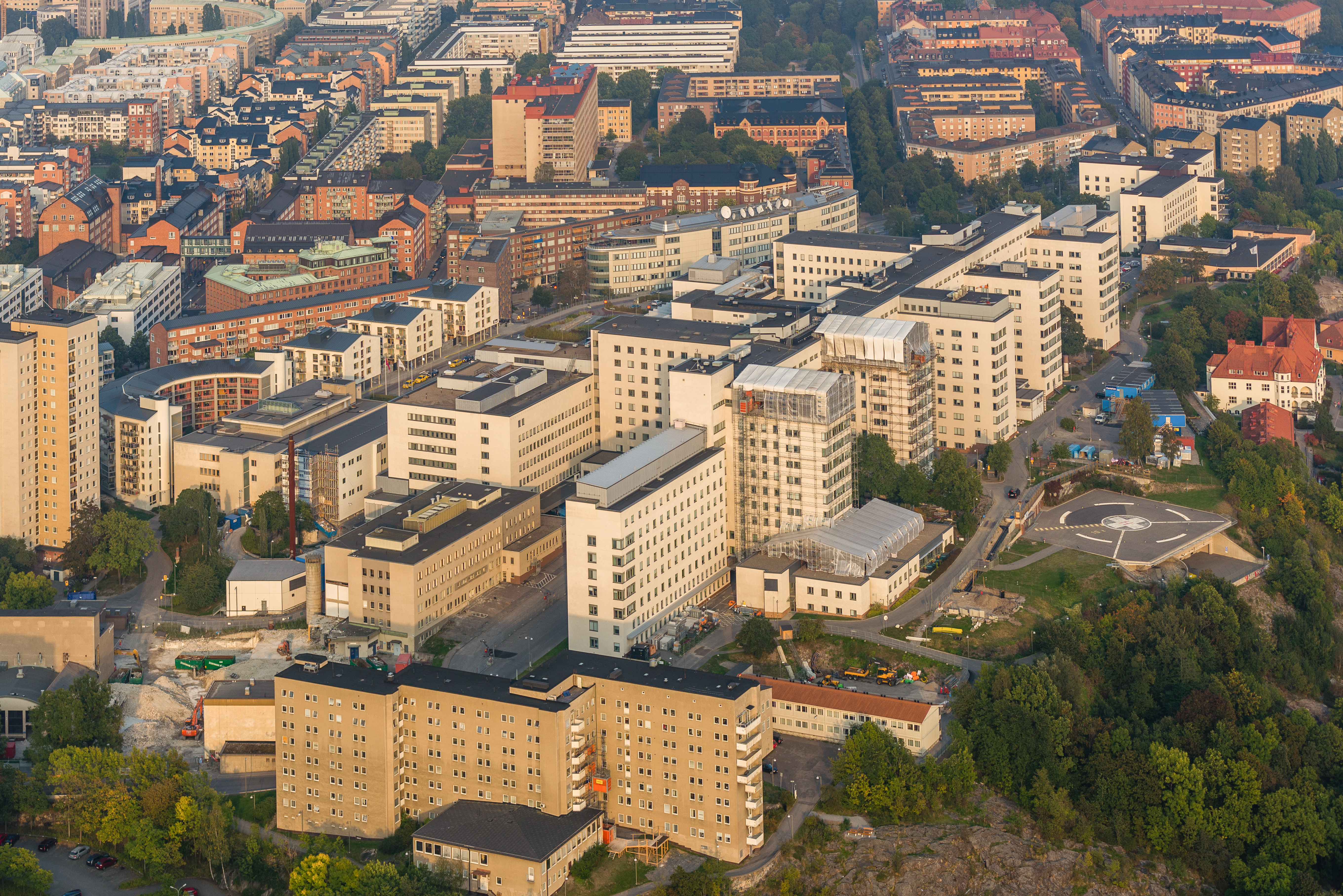
المستشفى الجنوبي في ستوكهولم وهو أحد كبرى مستشفيات البلاد.

يُنظم نظام الرعاية الصحية السويدي ويُدار على ثلاثة مستويات: الوطني والإقليمي والمحلي. على الصعيد الوطني، تضع وزارة الصحة والشؤون الاجتماعية مبادئ وتوجيهات للرعاية، وتضع جدول الأعمال السياسي للرعاية الصحية والطبية. تشرف الوزارة إلى جانب الهيئات الحكومية الأخرى على الأنشطة في مستواها الأدنى، وتُخصص المنح وتُقيّم الخدمات بشكل دوري لضمان توافقها مع الأهداف الوطنية.
على المستوى الإقليمي، فإن المسؤولية عن تمويل وتوفير الرعاية الصحية تعد لا مركزية بالنسبة لمجالس المقاطعات الواحدة والعشرين. مجلس المقاطعة هو هيئة سياسية يُنتخب ممثليها من قبل الجمهور كل أربع سنوات في نفس يوم الانتخابات العامة الوطنية. يمارس المجلس التنفيذي أو مجلس المستشفى التابع لمجلس المقاطعة السلطة على هيكل المستشفى وإدارته، ويضمن تقديم رعاية صحية فعالة. كما تنظم مجالس المقاطعات الأسعار ومستوى الخدمة التي يقدمها مقدمو الرعاية الخاصة. يُطلب من مقدمي الخدمات من القطاع الخاص إبرام تعاقد مع مجالس المقاطعات. لا يُعوض المرضى عن خدمات مقدمي الرعاية الخاصة الذين لم يبرموا تعاقدًا مع مجالس المقاطعات. وفقًا لسياسة الرعاية الصحية والطبية السويدية، يجب على كل مجلس مقاطعة تزويد السكان بخدمات صحية ورعاية طبية جيدة، والعمل من أجل تعزيز مستوى الصحة لجميع السكان.
على المستوى المحلي، البلديات هي المسؤولة عن الحفاظ على بيئة المواطنين مثل إمدادات المياه وخدمات الرعاية الاجتماعية. في الآونة الأخيرة، أصبحت رعاية ما بعد الخروج من المستشفى للمعوقين والمسنين، والرعاية طويلة الأجل للمرضى النفسيين لا مركزية للبلديات المحلية.
تتفاوت مجالس المقاطعات في تقرير كيفية التخطيط وتقديم الرعاية داخل كل منها. وهذا يفسر الاختلافات الإقليمية الواسعة.
وهي تنقسم بشكل غير رسمي إلى 7 أقسام: «الرعاية القريبة من المنزل» (عيادات الرعاية الأولية، وعيادات رعاية الأمومة، وعيادات الطب النفسي للمرضى خارج المستشفى، إلخ..)، والرعاية في حالات الطوارئ، والرعاية الاختيارية، والرعاية داخل المستشفى، والرعاية الخارجية، والرعاية المتخصصة، والرعاية السنية.
سيُمنح جميع المواطنين إمكانية الوصول المباشر إلى السجلات الصحية الإلكترونية الخاصة بهم بحلول عام 2020. تُستخدم العديد من أنظمة السجلات المختلفة وهو ما تسبب في مشكلة عدم توافقها مع بعضها البعض. تستخدم جميع الأنظمة بوابة وطنية للمرضى مع قابلية الوصول إليها عن طريق الهاتف وعبر الإنترنت. في يونيو 2017، كان نحو 41% من السكان يمتلكون حساباتهم الخاصة لاستخدام الخدمات الإلكترونية الشخصية عن طريق هذا النظام. توفر منصة تبادل المعلومات الطبية الوطنية نقطة اتصال موحدة بالعديد من الأنظمة المختلفة. لا يوجد حتى الآن إطار تنظيمي وطني يسمح للمرضي بالوصول المباشر إلى معلوماتهم الصحية.

## الإعالة
قدمت الشركات الخاصة في عام 2015 نحو 20% من خدمة المستشفيات العامة وحوالي 30% من الرعاية الأولية العامة، على الرغم من أن دراسة أجراها معهد إس أو إم عام 2014 وجدت أن 69% من السويديين يعارضون الشركات الخاصة التي تستفيد من تقديم خدمات التعليم العام، والصحة، الرعاية الاجتماعية، وأن حوالي 15% فقط يؤيدون مثل هذه الأنشطة.
في أبريل 2015، أمرت مقاطعة فسترنورلاند مسؤوليها بإيجاد طرق للحد من الأرباح التي يمكن للشركات الخاصة جنيها من تشغيل الخدمات الطبية الممولة من القطاع العام.

## التمويل
بلغت تكاليف الرعاية الصحية والطبية حوالي 9 بالمائة من الناتج المحلي الإجمالي للسويد في عام 2005، وهو رقم ظل ثابتًا بشكل كبير منذ أوائل الثمانينيات. وبحلول عام 2015، ارتفعت التكلفة إلى 11.9% من الناتج المحلي الإجمالي، وهو الأعلى في أوروبا. تُمول نسبة واحد وسبعون بالمائة من الرعاية الصحية من خلال الضرائب المحلية، وللمجالس المحلية الحق في تحصيل ضريبة الدخل. تمول الدولة الجزء الأكبر من تكاليف الرعاية الصحية، حيث يدفع المريض رسومًا رمزية صغيرة مقابل الفحص. وتدفع الدولة حوالي 97% من التكاليف الطبية.
عندما يعلن الطبيب أن مواطنًا مريضًا لأي سبب من الأسباب (من خلال التوقيع على شهادة مرضية/عدم اللياقة)، يحصل المريض على نسبة مئوية من أجره اليومي العادي بداية من اليوم التالي. يُطلب من صاحب العمل دفع هذا الأجر في أول 14 يومًا، وبعد ذلك تدفع الدولة أجره حتى يُعلن عن كون المريض لائقًا مجددًا.
وفقًا لمنظمة التعاون الاقتصادي والتنمية، يعد النظام الصحي السويدي من أفضل الأنظمة في العالم. إذ أن تمويل وتكلفة الحفاظ على الرعاية الصحية متوفرة بأسعار معقولة ومتاحة لجميع المواطنين السويديين. تعادل الضرائب المحلية حوالي 70% من ميزانيات المجالس والبلديات، في حين أن 85% من إجمالي ميزانية الصحة تأتي من التمويل العام. تأخذ الحكومة السويدية حوالي نصف رواتب العمال، لكن الرعاية الصحية التي تدفع من طرف واحد والمعاشات الأعلى من معظم البلدان تجعل هذه التكلفة قابلة للتطبيق لكل مواطن. يحصل الأطباء وموظفي المؤسسات الطبية على راتب بدلًا من حوافز مالية متغيرة مثل التي يحصل عليها الأطباء والموظفين في البلدان الأخرى. تقوم الموازنة بالتحكم في تكاليف الاحتياجات الصحية وتزيل الرعاية عن الشركات الخاصة أو أصحاب العمل الذين يقدمون الخدمة داخل القطاع العام.

### التفاصيل وتكاليف المرضى
لا تتوفر العقاقير التي تستلزم وصفة طبية بشكل مجاني، ولكن لا تتجاوز الرسوم المفروضة على المستخدم 2200 كرونة سنويًا. بمجرد أن تصل وصفات المريض إلى هذا المبلغ، فإن الحكومة تغطي أي نفقات إضافية لبقية العام. نظام تمويل هذه المنظمة مؤتمت إذ ترتبط صيدليات الدولة عبر الإنترنت. تُرسل كل وصفة طبية إلى شبكة الصيدليات التي تخزن معلومات عن التاريخ الطبي للمريض وعن الوصفات التي أخذها هذا المريض سابقًا. إذا تجاوزت نفقات المريض الدوائية الحد السنوي المذكور سابقًا، يتلقى المريض الدواء مجانًا في الصيدلية بمجرد تقديمه بطاقة هويته.
في عينة من 13 دولة متقدمة، احتلت السويد المركز الحادي عشر في استخدام المواطنين المرجح للأدوية في 14 فئة دوائية في عام 2009 والثاني عشر في عام 2013. اُختيرت الأدوية التي دُرست على أساس أن الحالات التي استخدمتها امتلكت نسبة حدوث عالية، وانتشار، و/أو وفيات، وتسببت في اعتلال كبير على المدى الطويل، وتكلفت مستويات عالية من الإنفاق، وتطورات كبيرة في طرق الوقاية أو العلاج في السنوات العشر الماضية. لاحظت الدراسة صعوبات كبيرة في مقارنة استخدام الأدوية بين الدول المختلفة.